# Сусуватари
Сусуватари (яп. 煤渡り, букв. «странствующая сажа») — «пыльные зайчики» или «духи сажи», герои анимационных фильмов Хаяо Миядзаки, впервые появившиеся в аниме «Мой сосед Тоторо» — пугливые, робкие создания, которые живут в заброшенных домах и покрывают их пылью и сажей. Это маленькие, чёрные и пушистые, как мех, комочки сажи с любопытными глазами. В другом фильме Хаяо Миядзаки «Унесённые призраками» сусуватари (в русском дубляже названные «чёрные чернушки») показаны в качестве рабочих в котельной Дедушки Камадзи. Они движутся, паря над поверхностью, но могут произвольно отращивать тонкие ножки и ручки для выполнения возложенных на них заданий. Кроме того, они могут поднимать объекты во много раз тяжелее своего собственного веса. Сусуватари издают писклявые звуки, когда чем-то восхищены, и распадаются в сажу, если их раздавить.

Кадр из фильма «Унесённые призраками». Перевоплощённый Боо среди сусуватари

В аниме «Мой сосед Тоторо» дом, в который въезжают главные герои, полон сусуватари, которые сначала опознаются отцом семейства как Маккуро Куросукэ («чёрные чернушки») — оптическая иллюзия, вызванная быстрым переходом в тёмное окружение из светлого. Семья вытесняет сусуватари из дома, и они вынуждены переселиться в другое заброшенное место.
В «Унесённых призраками» главная героиня Сэн (Тихиро) подружилась с сусуватари, помогая им носить уголь. Дедушка Камадзи говорит, что если сусуватари не будут работать, то их чары рассеются и они снова превратятся в сажу. Другой персонаж, девушка Рин, кормит сусуватари подобно тому, как кормят цыплят, разбрасывая горсти японских конфет компэйто на пол.